# Wytrzyszczka (Pequeña Polonia)
Wytrzyszczka [pronunciación en polaco: /vɨˈtʂɨʂt͡ʂka/] es un pueblo ubicado en el distrito administrativo de Gmina Czchów, dentro del Condado de Brzesko, Voivodato de Pequeña Polonia, en Polonia del sur. Se encuentra aproximadamente a 6 kilómetros al suroeste de Czchów, a 17 kilómetros al sur de Brzesko, y a 57 kilómetros al sureste de la capital regional Kraków.
El pueblo tiene una población de 458 habitantes.